# Gamonal
Gamonal ist ein spanisches Dorf, in der Gemeinde von Talavera de la Reina. Es liegt nordwestlich der Provinz Toledo, in der Autonomen Gemeinschaft Kastilien-La Mancha. In Gamonal wurden Patricia, Barby, Jimmy und Joey Kelly geboren.